# نقطة صحية
النقطة الصحية: هي عبارة عن وحدة عالمية نموذجية للصحة، مملوكة وتديرها منظمات الصحة العالمية وتدار بواسطة خدمات الصحة في الهند (HSI)، تم إطلاقها كشركة مرابحة في عام 2009.[1] تقدم الوحدات الصحية للأسر في المناطق الريفية النائية ماء الشرب النظيف، الأدوية، وأدوات تشخيصية شاملة، والخدمات الطبية المتطورة المقدمة عن بعد التي توفر الطبيب والتطور، والرعاية الصحية القائمة على استراتيجيات مبنية على بيانات المجتمع. تم تشغيل البرنامج بداية في الهند، وتم التخطيط للتوسع ونشره في أمريكا الجنوبية وأفريقيا.
النقطة الصحية تهتم بالصحة وخدماتها لتكون في أفضل حالة مثل: الاهتمام بتوفير مياه شرب نظيفة، ووسائل صحية جيدة تناسب الحياة في المجتمع، وأيضًا تجعل الإنسان قادرًا على مواجهة انتشار الأمراض والحد من ظهورها. ومن خلال هذه النقطة الصحية تتمكن وزارة الصحة من تحديد وجود أي أمراض أو مشاكل صحية بحاجة إلى التعامل معها والتقليل من حدوثها والحد منها. وأهم الأشياء التي اهتمت بها نقطة الصحة هي إنشاء مواقع إلكترونية من خلالها يتم تجديد الأمور التي يجب الاهتمام بها مثل: مياه الشرب والعيادات الحية، والأدوية والعلاجات، وانتشر في عام 2011 عدة عيادات و 16 نقطة مياه في الهند.

## المياه الصالحة للشرب
يتم توفير معالجة المياه عن طريق متقدمة وحدات التناضح العكسي والترشيح الفائق، توفير المياه النظيفة للشرب الطبخ على أساس الاشتراك الشهري كإجراء وقائي ضد الماء الأمراض المنقولة. بيع وحدات المياه أيضا موانع الحمل ومنتجات الرعاية الصحية.

## استشارة طبية عن بعد
التشاور مع الأطباء المؤهلين ويتم توفير العاملين الصحيين المدربين عبر مؤتمرات الفيديو من نقطة الصحة المركز الطبي عن بعد الحضري.

## التشخيص المتقدم
توجد التشخيصات في كل نقطة صحة عيادة بوينت. أنها توفر الحضور طبيب المركز الطبي عن بعد العلامات الحيوية للمريض بما في ذلك الرقمية سماعة الطبيب، الدم غير الغازية مراقبة الضغط، ومخطط القلب (ECG) - وعرض أكثر من 70 إضافية اختبارات تشخيصية تغطي جميع التخصصات الأمراض المعدية والعديد من الأمراض المزمنة الحالات، بما في ذلك سوء التغذية والقلب المرض والسكري.

## الادوية
تحتوي كل عيادة صيدلية واحدة توزع في المقام الأول الأدوية الجنيسة ذات العلامات التجارية، وكذلك مجموعة من الأدوية التي لا تستلزم وصفة طبية، من خلال  صيدلي مرخص.

## الاحالات
الإحالات إلى المستشفيات العامة والخاصة مصنوعة لظروف المريض مثل:- الولادة، الصدمة الحادة، النوبة القلبية، السرطان، وغيرها، والتي تتجاوز نطاق علاج الرعاية الأولية وحده نقطه الصحة؛ يتم توفير المرضى بنصيحة محددة ومطبوعة الإحالة.

## التعاون
تعمل خدمات نقطة الصحة في بالتعاون مع إدارات حكومه البنجاب؛ حكومة ولاية اندرا براديش. وقد HSI أيضا الشراكة مع المنظمات البارزة. في الماء؛ الرعاية الصحية وتكنولوجيا المعلومات مثل بهاتي ايرتل. مياه فونتس وأفينتورا؛ هرم. ماء أثنيا أمريكا والسنساريس ديماجي في بوسطن. التشخيص؛ جامبل بروكتر) (P&Gو)؛ والأكاديمي مؤسسات البحث مثل CEGA - جامعة كاليفورنيا؛ الصحة العامة مؤسسة الهند (PHFI) وسانتا كلارا كاليفورنيا. يعمل HSI أيضًا مع مجموعات التأثير مثل شبكة Toniic ؛ شبكة التأثير الاجتماعي؛ فيليسيتاس مؤسسة؛ مؤسسة إليوس.

## الاعترافات
1. الفائز العالمي بابتكارات الصحة: حلول تتخطى الحدود بالاشتراك مع أشوكا، صانع التغير روبرت وود.
2. مؤسسة جونسون معترف بها كواحدة من 50 الأكثر الشركات المبتكرة بالتكنولوجيا معهد ماساتشوستس للتكنولوجيا.
3. الفائز بجائزة Gen-pact nasscom للابتكار الاجتماعي لعام 2012 .
4. الفائز بجائزة نوكيا التقنية 2011 التي تم منحها في الولايات المتحدة الأمريكية.
5. الفائز بجائزة 2011 sankalp لافضل مؤسسة ناشئة في قطاع الصحة والمياه والصرف الصحي.
6. الفائز في «انقاذ الارواح عند الولادة: جائزة التحدي الكبير» التي اشتركت في وضعها الوكالة الأمريكية للتنمية الدولية، والحكومة النرويجية ومؤسسة Bill & Melinda Gates ، Grand challenges Canada ، والبنك الدولي.
7. المتاهل للتصفيات النهائية لجائزة Piramal Healthcare 2010.
8. نموذج نقطة الصحة هو دراسة حالة في كلية إدارة الأعمال بجامعة هارفارد (HBS).
9. الفائز للتصفيات النهائية العالمية في جائزة "Ashoka Change Makers" لتحقيق المزيد من الصحة.